# Adams (Oregon)
Adams az Amerikai Egyesült Államok Oregon államának Umatilla megyéjében, az Oregon Route 11 mentén elhelyezkedő város, a Pendleton–Hermiston mikrostatisztikai körzet része. A 2020. évi népszámláláskor 389 lakosa volt.

## Története
Névadója John F. Adams helyi lakos; a posta 1883-ban nyílt meg. Városi rangot 1893. február 10-én kapott.

## Éghajlat
A város éghajlata mediterrán (a Köppen-skála szerint Csa).

## Népesség
| Lakosok száma | 268  | 205  | 178  | 169  | 154  | 219  | 240  | 223  | 350  | 389  |
|               | 1900 | 1910 | 1930 | 1940 | 1950 | 1970 | 1980 | 1990 | 2010 | 2020 |

## Fordítás
- Ez a szócikk részben vagy egészben  az   Adams, Oregon című angol Wikipédia-szócikk ezen változatának fordításán alapul.  Az eredeti cikk szerkesztőit annak laptörténete sorolja fel. Ez a jelzés csupán a megfogalmazás eredetét és a szerzői jogokat jelzi, nem szolgál a cikkben szereplő információk forrásmegjelöléseként.